# Кныш, Николай Самойлович
Николай Самойлович Кныш (22 апреля 1935 года, село Полковничье, Маньковский район, УССР — 1995 год) — передовик производства, бригадир шахтёров. Герой Социалистического Труда (1971).

## Биография
Родился 22 апреля 1935 года в селе Полковничье Маньковского района. 
В 1953 году окончил горно-проходческую школу, после чего стал работать шахтёром на шахте «Ольховская» Восточного горно-обогатительного комбината Министерства среднего машиностроения СССР в городе Жёлтые Воды Днепропетровской области. Отслужив срочную службу в армии, возвратился на родную шахту. 
Освоив различные шахтёрские специальности, с 1964 года работал проходчиком-взрывником. В 1965 году был назначен бригадиром проходчиков. Бригада, возглавляемая Николаем Кнышем, ежегодно выполняла план на 125—130 %. В январе 1970 года бригада досрочно выполнила план 8-й пятилетки (1966—1970). За выдающиеся достижения в работе был удостоен в 1971 году звания Героя Социалистического Труда.

## Награды
- Герой Социалистического Труда — указом Президиума Верховного Совета СССР от 26 апреля 1971 года
- Орден Ленина (1962)
- Знак «Шахтёрская слава» II и III степени.